# Alan Rachins
Alan Leonard Rachins (ur. 3 października 1942 w Cambridge, zm. 2 listopada 2024 w Los Angeles) – amerykański aktor, scenarzysta, reżyser filmowy i telewizyjny, najlepiej znany z roli Douglasa Brackmana w serialu NBC Prawnicy z Miasta Aniołów i jako Myron Lawrence „Larry” Finkelstein z sitcomu ABC Dharma i Greg.

## Życiorys
Urodził się w Cambridge w rodzinie żydowskiej jako syn Idy i Edwarda Rachinsów. Jego ojciec pracował w rodzinnym przedsiębiorstwie produkującym żywność, Snow Crest. Po ukończeniu Brookline High School, uczęszczał do Wharton School przy Uniwersytecie Pensylwanii, ale ostatecznie udało mi się ukończyć Empire State College w 1974.
Po przeprowadzce do Nowego Jorku, studiował aktorstwo. Przez następną dekadę grał w sztukach, w tym w oryginalnych produkcjach na Broadwayu: After the Rain w John Golden Theatre (1967) i Hadrian the Seventh w Helen Hayes Theatre (1969), a także w oryginalnych produkcjach Off-Broadwayowskich The Trojan Women i kontrowersyjnym Oh! Calcutta! w Eden Theatre (1969).
W 1972 został przyjęty jako scenarzysta i reżyser programów w American Film Institute. Opracowywał skrypty do różnych programów i seriali telewizyjnych, w tym Fall Guy, Posterunek przy Hill Street, Nieustraszony, Quincy, M.E. czy Hart To Hart. Użyczył głosu w serialu animowanym Batman z udziałem Kevina Conroya i Liga Sprawiedliwych bez granic.
11 marca 1978 ożenił się z Joanną Frank, mieli syna Robby'ego.

## Filmografia

### filmy fabularne
- 1995: Showgirls jako Tony Moss
- 2013: Scooby Doo: Mechaniczny pies jako dr Ned Staples (głos)

### seriale TV
- 1986-1994: Prawnicy z Miasta Aniołów jako Douglas Brackman, Jr.
- 1992-1994: Batman jako Clock King / Temple Fugate (głos)
- 1996: Nowe przygody Supermana jako prof. Jefferson Cole
- 1996: Pełzaki jako Lowell / Greek Bully / Donut Man (głos)
- 1997: Gwiezdne wrota jako pułkownik Kennedy
- 2005: Liga Sprawiedliwych bez granic jako Clock King / Temple Fugate / ksiądz (głos)
- 2008-2009: The Spectacular Spider-Man jako Norman Osborn (głos)
- 2012: Amerykański tata - głos